# 王格 (嘉靖乙卯舉人)
王格（16世紀—16世紀），湖廣荊州府公安縣人，明朝政治人物。

## 生平
王格是嘉靖三十四年（1555年）乙卯科湖廣鄉試舉人，四十四年（1565年）授高唐州知州，減免地方徭役稅賦，除奸剪強，修繕城池，調停馬役，公事宴會則只行三次酒禮，說：「吾安忍快志，須臾而坐，視窮民奔命之苦？」曾條議驛傳里甲十事便利民眾，陞南康同知，考課為全省清官第一，轉黎平知府，三地均入名宦祠。

## 引用
1. 1 2  同治《公安縣志·卷六·人物志》：王格，祭酒公曾孫，嘉靖乙卯舉人，初授山東高唐州，輕徭緩賦，除奸剪強，民幼不能育者育之，士貧不能娶者娶之，老終不能葬者葬之，繕治城池，調停馬役，無不曲盡其善，祈禱輒應，迄今勒石如新，陞江西南康府同知，考居合省清官第一，復轉貴州黎平知府，三處俱入名宦。子承先登壬午賢書，著有《豔雪齋集》，次子輅鳳翔通判，次子嗣美辛酉舉人，承先子彥之丙子舉人，皆清德所貽也。
2. ↑  光緒《高唐州志·卷七·政蹟錄》：王格 湖廣舉人，嘉靖間任，焦苦勞民，眠食俱減，遇公讌酒行三輒罷，曰：「吾安忍快志，須臾而坐，視窮民奔命之苦？」曾條議驛傳里甲十事民便之，後擢雲南【貴州】知府。 舊志